# Тајо Круз
Адетајо Ајовале Ониле-Ере (енгл. Adetayo Ayowale Onile-Ere; 23. април 1980), познатији као Тајо Круз (енгл. Taio Cruz), енглески је певач, текстописац, репер и музички продуцент.
Познат је по хитовима „Break Your Heart” и „Dynamite”. Издао је три студијска албума. Написао је доста песама за друге музичке извођаче.
Отац му је из Нигерије, а мајка из Бразила.

## Дискографија
Студијски албуми
- Departure (2008)
- Rokstarr (2009)
- TY.O (2011)